# Enoch (con trai Cain)
Enoch (/ˈiːnək/; tiếng Hebrew: חֲנוֹךְ) là một nhân vật trong Sách Sáng Thế. Anh ta được mô tả là con trai của Cain, và là cha của Irad. Sau khi Cain đến Land of Nod, nơi anh ta bị Chúa đuổi ra khỏi nhà như hình phạt cho tội giết em trai Abel, vợ anh ta mang thai và sinh đứa con đầu lòng, người mà anh ta đặt tên là Enoch. Không nên nhầm lẫn Enoch này với Enoch, con trai của Gia-ve, người là tác giả của Sách Enoch. Sau khi Enoch ra đời, văn bản tiếng Do Thái của Sáng thế ký 4:17 nói không rõ ràng. Hoặc là Cain đã xây dựng một thành phố và đặt tên nó theo tên của Enoch, hoặc người khác tên là Enoch đã xây dựng một thành phố.